# Juan Matas Caballero
Juan Matas Caballero (Córdoba, 5 de diciembre de 1960) es catedrático de Universidad e investigador español y experto en el Siglo de Oro. Entre 2015 y 2023 fue decano de la Facultad de Filosofía y Letras de la Universidad de León.

## Biografía
Nacido en Iznájar, Córdoba el 5 de diciembre de 1960, a los pocos meses se trasladó con su familia a la capital cordobesa. Se licenció en Filología Hispánica por la Universidad de Córdoba en 1984. Doctor por la Universidad de Córdoba, su tesis doctoral, defendida en 1988, llevó por título Juan de Jáuregui: teoría poética y obra lírica. Vinculado a la Universidad de León desde 1988 como profesor ayudante, es desde 2011 catedrático de Literatura Española en la Universidad de León.

## Trayectoria
Entre los años 1985-1988 fue becario de investigación en el Departamento de Literatura española de la Universidad de Córdoba. Profesor Titular de Literatura Española de la Universidad de León desde 1992, es catedrático de universidad en dicha área en el Departamento de Filología Hispánica y Clásica desde 2011. Especialista en Siglo de Oro, se ha interesado por el campo de la poesía áurea, con monografías como Juan de Jáuregui. Poesía y Poética (Sevilla, 1990), o Espada del olvido. Poesía del Siglo de Oro a la sombra del canon (León, 2005) y, la más reciente, la edición de los Sonetos de Luis de Góngora (Madrid, Cátedra, 2019).
Otra línea importante de investigación en su trayectoria ha sido el teatro del Siglo de Oro. A este ámbito pertenecen sus trabajos dedicados a Juan de la Cueva o a Luis Vélez de Guevara. Fruto de su dirección y organización, han sido las publicaciones que tuvieron su origen en la celebración de diferentes congresos y encuentros científicos como Humanismo y Renacimiento (León 1998), La maravilla escrita. Antonio de Torquemada y el Siglo de Oro (León 2005), Nostalgia de una patria imposible. Estudios sobre la obra de Luis Cernuda (Madrid, 2005), Cervantes y su tiempo León, 2008), La comedia escrita en colaboración en el Siglo de Oro (Valladolid, 2017). 
En 2015 fue elegido decano de la Facultad de Filosofía y Letras de la Universidad de León, y en mayo de 2019 revalidó el mandato por un período de 4 años.
Ha sido director entre 2006 y 2014 de la revista Lectura y Signo, Revista de Literatura, de la Facultad de Filosofía y Letras de la universidad leonesa, revista anual de la que se han publicado, bajo su dirección, 9 volúmenes.
Es asesor del Festival de Teatro Olmedo Clásico desde su creación.
Pertenece a numerosos comités científicos de revistas especializadas de Literatura española (Analecta Malacitana Electrónica, Edad de Oro, Hesperia, Hipogrifo, etc.) y es evaluador de numerosas revistas de literatura nacionales e internacionales. Asimismo, pertenece a los comités editoriales de varias colecciones de Literatura española, como Fastiginia (Universidad de Valladolid), Fundación Universitaria Española, etc.
Recientemente ha sido nombrado académico correspondiente por León de la Real Academia de Córdoba.